# آرثر ميلر (مصور سينمائي)
آرثر ميلر (بالإنجليزية: Arthur Charles Miller )‏ (و. 1895 – 1970 م) هو مصور سينمائي، ومشغل الكاميرا أمريكي، ولد في نيويورك، توفي في هوليوود، عن عمر يناهز 75 عاماً.

## جوائز وترشيحات
حصل على جوائز منها:
- جائزة الأوسكار لأفضل تصوير سينمائي أسود وأبيض، عن عمل: كم كان واديي مخضرا
- جائزة الأوسكار لأفضل تصوير سينمائي أسود وأبيض، عن عمل: أنشودة بيرناديت
- جائزة الأوسكار لأفضل تصوير سينمائي أسود وأبيض، عن عمل: أنّا وملك سيام.

ترشح لـ:
- جائزة الأوسكار لأفضل تصوير سينمائي أسود وأبيض، عن عمل: The Rains Came [الإنجليزية]‏
- جائزة الأوسكار لأفضل تصوير سينمائي أسود وأبيض، عن عمل: أنشودة بيرناديت
- جائزة الأوسكار لأفضل تصوير سينمائي أسود وأبيض، عن عمل: The Keys of the Kingdom (film) [الإنجليزية]‏
- جائزة الأوسكار لأفضل تصوير سينمائي أسود وأبيض، عن عمل: This Above All (film) [الإنجليزية]‏
- جائزة الأوسكار لأفضل تصوير سينمائي ملون، عن عمل: The Blue Bird (1940 film) [الإنجليزية]‏
- جائزة الأوسكار لأفضل تصوير سينمائي أسود وأبيض، عن عمل: كم كان واديي مخضرا
- جائزة الأوسكار لأفضل تصوير سينمائي أسود وأبيض، عن عمل: أنّا وملك سيام.

## وصلات خارجية
- آرثر ميلر على موقع IMDb (الإنجليزية)
- آرثر ميلر على موقع ألو سيني (الفرنسية)
- آرثر ميلر على موقع أول موفي (الإنجليزية)
- آرثر ميلر على موقع قاعدة بيانات الأفلام السويدية (السويدية)
- آرثر ميلر على موقع قاعدة بيانات الفيلم (الإنجليزية)
- آرثر ميلر على موقع كينوبويسك (الروسية)